# Lijst van Game Boy Advance-spellen
Dit is een lijst van Game Boy Advance-spellen. De lijst is, omdat ze anders te groot en onoverzichtelijk zou zijn, onderverdeeld in kleinere delen. In het kader hieronder zijn alle lijstdelen beschikbaar, waarbij de letter staat voor de beginletter van de speltitel.
| Titel | Jaar         |
| --- | ------------ |
| A Sound of Thunder | 2004         |
| Ace Combat Advance | 2005         |
| Ace Lightninig | 2002         |
| Action Man: Robotatak | 2004         |
| Activision Anthology | 2003         |
| Advance Guardian Heroes | 2004         |
| Advance Rally | 2001 (Japan) |
| Advance Wars | 2001         |
| Advance Wars 2: Black Hole Rising | 2003         |
| Adventure Island | 2004         |
| Adventure of Tokyo Disney Sea | 2001         |
| The Adventures of Jimmy Neutron Boy Genius: Attack of the Twonkies | 2004         |
| The Adventures of Jimmy Neutron Boy Genius: Jet Fusion | 2002         |
| Aero the Acro-Bat: Rascal Rival Revenge | 2002         |
| Agassi Tennis Generation 2002 | 2003         |
| Aggravation/Sorry/Scrabble Junior | 2005         |
| Aggressive Inline | 2002         |
| AirForce Delta Storm | 2002         |
| Air Hockey-e | 2002         |
| Alex Rider: Stormbreaker | 2006         |
| Alienators: Evolution Continues | 2001         |
| Alien Hominid | 2006         |
| All Grown Up: Express Yourself | 2004         |
| All-Star Baseball 2003 | 2002         |
| All-Star Baseball 2004 | 2003         |
| Altered Beast: Guardian of the Realms | 2002         |
| American Bass Challenge (ook wel Super Black Bass Advance) | 2001         |
| American Dragon Jake Long: Rise of the Huntsclan | 2006         |
| American Idol | 2003         |
| An American Tail: Fievel's Gold Rush | 2001         |
| Animaniacs: Light Camera Action | 2005         |
| Angel Collection 2: Pichimo Ni Narou | 2003         |
| Angelic Layer | 2001         |
| Angelique | 2002         |
| Animal Snap | 2002         |
| Animaniacs: Lights, Camera, Action! | 2005         |
| The Ant Bully | 2006         |
| Antz Extreme Racing | 2002         |
| Arctic Tale | 2007         |
| Archer Maclean's 3D Pool | 2004         |
| Army Men Advance | 2001         |
| Army Men: Operation Green | 2001         |
| Army Men: Turf Wars | 2002         |
| Around the World in 80 Days | 2004         |
| Arthur and the Invisibles | 2007         |
| Arthur and the Invisibles: The Game | 2007         |
| Air Hockey-e | 2003         |
| Ashita no Joe: Masseki ni Moe Agare! | 2003         |
| Air Hockey-e | 2005         |
| Asterix & Obelix PAF! Them All! | 2002         |
| Asterix and Obelix XXL | 2004         |
| Asteroids/Pong/Yars' Revenge | 2005         |
| Astro Boy: Omega Factor | 2003         |
| Atari Anniversary Advance | 2002         |
| Atlantis: the Lost Empire | 2001         |
| Atomic Betty | 2005         |
| ATV Quad Power Racing | 2002         |
| ATV Thunder Ridge Riders | 2006         |
| Avatar: The Burning Earth | 2007         |
| Avatar: The Last Airbender | 2006         |
| Azumanga Daioh | 2003         |
| Babar: To the rescue | 2006         |
| Back to Stone | 2006         |
| BackTrack | 2001         |
| Backyard Baseball | 2002         |
| Backyard Baseball 2006 | 2005         |
| Backyard Basketball | 2004         |
| Backyard Basketball 2007 | 2006         |
| Backyard Football | 2002         |
| Backyard Football 2006 | 2005         |
| Backyard Hockey | 2003         |
| Backyard Skateboarding | 2004         |
| Backyard Sports Baseball 2007 | 2006         |
| Backyard Sports Basketball 2007 | 2006         |
| Backyard Sports Football 2007 | 2006         |
| Bakunetsu Dodge Ball Fighters | 2001         |
| Bakuten Shoot Beyblade 2002 | 2002         |
| Bakuten Shoot Beyblade 2002: Ikuze! Gekitou! Chou Jiryoku Battle!! | 2002         |
| Bakuten Shoot Beyblade: Gekitou! Saikyou Blade | 2001         |
| Baldur's Gate: Dark Alliance | 2004         |
| Ballistic: Ecks vs. Sever | 2002         |
| Ballistic: Ecks vs. Sever II | 2002         |
| Banjo-Kazooie: Grunty's Revenge | 2003         |
| Balloon Fight | 2002         |
| Banjo-Pilot | 2005         |
| Banjo-Kazooie: Grunty's Revenge | 2003         |
| Barbie in The 12 Dancing Princesses | 2006         |
| The Barbie Diaries: High School Mystery | 2006         |
| Barbie as The Island Princess | 2007         |
| Barbie and the Magic of Pegasus | 2005         |
| Barbie as the Princess and the Pauper | 2004         |
| Barbie Horse Adventures | 2003         |
| Barbie Software: Groovy Games | 2002         |
| Barbie Superpack: Secret Agent / Groovy Games | 2005         |
| Barnyard | 2006         |
| Baseball | 2002         |
| Baseball Advance | 2002         |
| Bass Tsuri Shiyouze!: Tournament wa Senryaku da! | 2002         |
| Batman: Rise of Sin Tzu | 2003         |
| Batman Begins | 2005         |
| Batman: Vengeance | 2001         |
| Battle x Battle: Kyoudai Uo Densetsu | 2003         |
| BattleBots: Beyond the BattleBox | 2002         |
| BattleBots: Design & Destroy | 2003         |
| Battle B-Daman | 2005         |
| Battle B-Daman: Fire Spirits! | 2005         |
| BB Ball | 2004         |
| Beast Shooter: Mezase Beast King | 2002         |
| The Bee Game | 2007         |
| The Berenstain Bears and the Spooky Old Tree | 2005         |
| Berry Tree | 2002         |
| Best Friends: Hunde & Katzen | 2006         |
| Best Play Pro Yakyuu | 2002         |
| Beyblade: GRevolution | 2004         |
| Beyblade Ultimate Blader Jam | 2003         |
| Beyblade VForce: Ultimate Blader Jam | 2003         |
| Bibi Blocksberg: Der Magische Hexenkreis | 2005         |
| Bibi und Tina: Ferien auf dem Martinshof | 2006         |
| The Bible Game | 2005         |
| Big Mutha Truckers | 2005         |
| Bionicle | 2003         |
| Bionicle Heroes | 2006         |
| Bionicle: Matoran Adventures | 2002         |
| Bionicle: Maze of Shadows | 2005         |
| bit Generations: Boundish | 2006         |
| bit Generations: Coloris | 2006         |
| bit Generations: Dialhex | 2006         |
| bit Generations: Digidrive | 2006         |
| bit Generations: Digidrive | 2006         |
| bit Generations: Orbital | 2006         |
| bit Generations: Soundvoyager | 2006         |
| Black Belt Challenge | 2002         |
| Black Black | 2002         |
| Black Matrix Zero | 2002         |
| Blackthorne | 2003         |
| Blades of Thunder | 2005         |
| Blast Arena Advance | 2005-2006    |
| Bleach Advance | 2005         |
| Blender Bros. | 2002         |
| The Block Kuzushi | 2003         |
| Blue Angelo: Angels from the Shrine | 2005         |
| BMX Trick Racer | 2003         |
| Board Game Classics | 2005         |
| Boktai: The Sun is in Your Hand | 2003         |
| Boktai 2: Solar Boy Django | 2004         |
| Boku no Kabuto Mushi | 2001         |
| Boku no Kuwagata | 2001         |
| Boku no Kabuto - Kuwagata | 2003         |
| Boku wa Kōkū Kanseikan | 2001         |
| Bōkyaku no Senritsu | 2004         |
| Bomberman Jetters | 2002         |
| Bomberman | 2004         |
| Bomberman Max 2: Blue Advance | 2002         |
| Bomberman Max 2: Red Advance | 2002         |
| Bomberman Tournament | 2001         |
| Bookworm Deluxe | 2004         |
| Boboboubo Boubobo: 9 Kiwame Senshi Gyagu Yuugou | 2004         |
| Boboboubo Boubobo: Bakutou Hajike Taisen | 2004         |
| Boboboubo Boubobo: Majide!!? Shinken Shoubu | 2003         |
| Boboboubo Boubobo: Ougi 87.5 Bakuretsu Hanage Shinken | 2002         |
| Boukyaku no Senritsu | 2004         |
| Boulder Dash EX | 2002         |
| Boundish | 2006         |
| Boxing Fever | 2003         |
| Bratz Babyz | 2006         |
| Bratz: Forever Diamondz | 2006         |
| Bratz: Rock Angelz | 2005         |
| Bratz: The Movie | 2007         |
| Breath of Fire | 2001         |
| Breath of Fire II | 2001         |
| Britney's Dance Beat | 2002         |
| Broken Sword: The Shadow of the Templars | 2002         |
| Bruce Lee: Return of the Legend | 2003         |
| Bubble Bobble: Old & New | 2002         |
| Buffy the Vampire Slayer: Wrath of the Darkhul King | 2003         |
| Butt-Ugly Martians: B.K.M. Battles | 2002         |
| Cabbage Patch Kids: The Patch Puppy Rescue | 2008         |
| Cabela's Big Game Hunter | 2002         |
| Cabela's Big Game Hunter: 2005 Adventures | 2005         |
| Caesars Palace Advance: Millennium Gold Edition | 2001         |
| Calcio Bit | 2006         |
| Camp Lazlo: Leaky Lake Games | 2006         |
| CandyLand / Chutes & Ladders / Original Memory Game | 2005         |
| Capcom Classics Mini Mix | 2006         |
| Captain Tsubasa - Eikou no Kiseki | 2002         |
| Car Battler Joe | 2001         |
| Card Captor Sakura: Sakura Card de Mini-Game | 2003         |
| Card Captor Sakura: Sakura Card-hen - Sakura Card to Tomodachi | 2004         |
| Card Party | 2002         |
| Care Bears: Care Quest | 2005         |
| Carrera Power Slide | 2003         |
| Cars | 2006         |
| Cars Mater-National Championship | 2007         |
| Cartoon Network Block Party | 2004         |
| Cartoon Network Block Party / Cartoon Network Speedway | 2005         |
| Cartoon Network Speedway | 2003         |
| Casper | 2002         |
| Castlevania: Aria of Sorrow | 2003         |
| Castlevania: Circle of the Moon | 2001         |
| Castlevania Double Pack | 2006         |
| Castlevania: Harmony of Dissonance | 2002         |
| Castleween (ook wel Spirits & Spells of Mahou no Pumpkin) | 2003         |
| The Cat in the Hat | 2005         |
| Catwoman | 2004         |
| Catz | 2005         |
| Centipede / Breakout / Warlords | 2005         |
| Cesti to Meigurumi-tachi no Mahou no Bouken: Kisekko Gurumii | 2003         |
| Charlie and the Chocolate Factory | 2005         |
| The Cheetah Girls | 2006         |
| The Chessmaster | 2002         |
| Chicken Shoot | 2005         |
| Chicken Shoot 2 | 2005         |
| Chocobo Land | 2002         |
| Chobits for Gameboy Advance: Atashi Dake no Hito | 2002         |
| The Chronicles of Narnia: The Lion, The Witch and The Wardrobe | 2005         |
| ChuChu Rocket! | 2001         |
| CIMA: The Enemy | 2003         |
| Cinnamon: Yume no Daibouken | 2004         |
| Cinnamoroll FuwaFuwa Daibouken | 2005         |
| Cinnamoroll Koko ni Ruyo | 2003         |
| Classic NES Series - Adventure Island - Balloon Fight - Bomberman - Castlevania - Clu Clu Land - Dig-Dug - Donkey Kong - Dr. Mario - Excitebike - Famicom Mukashi Hanashi - Shin Onigashima - Famicom Tantei Club - Kieta Koukeisha - Famicom Tantei Club Part II - Ushiro ni Tatsu Shoujo Zengouhen - Ghosts ’n Goblins - Kid Icarus - Ice Climber - The Legend of Zelda - Mappy - Mario Bros. - Metroid - Ganbare Goemon - Nazo no Murasamejou - Pac-Man - SD Gundam World Gachapon Senshi - Scramble Wars - Star Soldier - Super Mario Bros - Super Mario Bros. 2 - TwinBee - Wrecking Crew - Xevious - Zelda II: The Adventure of Link | diversen     |
| Cocoto Kart Racer | 2005         |
| Cocoto Platform Jumper | 2007         |
| Codename: Kids Next Door: Operation S.O.D.A. | 2004         |
| Coin Flipper 1 | 2001         |
| Coin Flipper 2 | 2001         |
| Colin McRae Rally 2.0 | 2002         |
| Coloris | 2006         |
| Columns Crown | 2002         |
| Columns Crown / ChuChu Rocket! | 2008         |
| Combat Choro Q: Advance Daisakusen | 2002         |
| Combo Pack: Sonic Advance + Sonic Pinball Party | 2005         |
| Comix Zone | 2002         |
| Connect Four / Perfection / Trouble | 2005         |
| Construction: Action | 2002         |
| Construction: Melody Box | 2001         |
| Contra Advance: The Alien Wars EX (ook wel Contra: Hard Spirits') | 2002         |
| Corvette | 2003         |
| Crash Bandicoot 2: N-Tranced | 2003         |
| Crash Bandicoot Purple: Ripto's Rampage (ook wel Crash Bandicoot: Fusion) | 2004         |
| Crash Bandicoot: The Huge Adventure (ook wel Crash Bandicoot XS) | 2002         |
| Crash Superpack: Crash Bandicoot 2 / Crash Nitro Kart | 2005         |
| Crayon Shin-Chan: Arashi no Yobu Cinema-Land no Daibouken! | 2004         |
| Crayon Shin-Chan: Densetsu o Yobu Omake no To Shukkugaan! | 2006         |
| Crash Nitro Kart | 2002         |
| Crash of the Titans | 2007         |
| Crash & Spyro Superpack | 2005         |
| Crash SuperPack | 2005         |
| Crazy Chase | 2002         |
| Crazy Chicken 3 | 2002         |
| Crazy Frog Racer | 2005         |
| Crazy Taxi: Catch a Ride | 2003         |
| Creatures GBA | 2002         |
| Crouching Tiger, Hidden Dragon | 2003         |
| Croket! Great Jikuu no Boukensha | 2004         |
| Croket! Yume no Banker Survival! | 2002         |
| Croket! 2: Yami no Bank to Ban Joou | 2003         |
| Croket! 3: Granyuu Oukoku no Nazo | 2003         |
| Croket! 4: Bank no Mori no Mamorigami | 2004         |
| Cruis'n Velocity | 2001         |
| Crushed Baseball | 2004         |
| CT Special Forces | 2002         |
| CT Special Forces 2: Back in the Trenches | 2003         |
| CT Special Forces 3: Navy Ops | 2004         |
| Cubix Robots for Everyone: Clash 'n Bash | 2002         |
| Curious George | 2006         |
| Custom Robo GX | 2002         |
| Cyber Drive Zoids: Hatakedamono no Senshi Hugh | 2003         |
| Daisenryaku for Game Boy Advance | 2001         |
| Daredevil | 2003         |
| Darius R | 2002         |
| Dark Arena | 2002         |
| Dave Mirra Freestyle BMX 2 | 2001         |
| Dave Mirra Freestyle BMX 3 | 2002         |
| David Beckham Soccer | 2001         |
| Davis Cup Tennis | 2002         |
| Dead to Rights | 2004         |
| Defender | 2002         |
| Defender of the Crown | 2002         |
| DemiKids: Dark Version | 2003         |
| DemiKids: Light Version | 2003         |
| Demon Driver: Time to Burn Rubber! | 2002         |
| Denki Blocks! | 2001         |
| Densetsu no Stafi | 2002         |
| Densetsu no Stafi 2 | 2003         |
| Densetsu no Stafi 3 | 2004         |
| Desert Strike: Return to the Gulf | 2002         |
| Desert Strike Advance | 2002         |
| Dexter's Laboratory: Chess Challenge | 2002         |
| Dexter's Laboratory: Deesaster Strikes! | 2001         |
| Dice de Chocobo | 2002         |
| Dig Dug | 2004         |
| Digidrive | 2006         |
| Digimon Battle Spirit | 2003         |
| Digimon Battle Spirit 2 | 2003         |
| Digimon Racing | 2004         |
| Dinotopia: The Timestone Pirates | 2002         |
| Disney•Pixar Finding Nemo | 2003         |
| Disney•Pixar Monsters, Inc. | 2001         |
| Disney∙Pixar's Monsters, Inc / Disney∙Pixar Finding Nemo | 2004         |
| Disney Princess | 2003         |
| Disney's American Dragon: Jake Long - Rise of the Huntsclan! | 2006         |
| Disney's Atlantis: The Lost Empire | 2001         |
| Disney's Brother Bear | 2003         |
| Disney's Cinderella: Magical Dreams | 2005         |
| Disney's Extreme Skate Adventure | 2003         |
| Disney's Aladdin | 2003         |
| Disney's Atlantis: The Lost Empire | 2001         |
| Disney's Chicken Little | 2005         |
| Disney's Kim Possible: Revenge of Monkey Fist | 2002         |
| Disney's Kim Possible 2: Drakken's Demise | 2004         |
| Disney's Kim Possible 3: Team Possible | 2005         |
| Disney's The Lion King 1½ | 2003         |
| Disney's The Little Mermaid: Magic in Two Kingdoms | 2006         |
| Disney's Magical Quest | 2002         |
| Disney's Magical Quest 2: Starring Mickey & Minnie | 2003         |
| Disney's Magical Quest 3: Starring Mickey & Donald | 2003         |
| Disney's Party | 2003         |
| Disney's Peter Pan: Return to Neverland | 2002         |
| Disney Sports Basketball | 2002         |
| Disney Sports Football | 2002         |
| Disney Sports Motocross | 2003         |
| Disney Sports Skateboarding | 2002         |
| Disney Sports Snowboarding | 2003         |
| Disney Sports Soccer | 2002         |
| DK King of Swing | 2005         |
| Dogz | 2004         |
| Dogz Fashion | 2006         |
| Dokapon: Monster Hunter | 2001         |
| Dokodemo Taikyoku Yakuman Advance | 2001         |
| Domo-Kun no Fushigi Terebi | 2002         |
| Donald Duck Advance | 2001         |
| Donkey Kong Country | 2003         |
| Donkey Kong Country 2 | 2004         |
| Donkey Kong Country 3 | 2005         |
| Doom | 2001         |
| Doom II | 2002         |
| Dora the Explorer: Search for Pirates Pig's Treasure | 2002         |
| Doraemon: Midori no Wakusei Doki Doki Daikyuushuutsu! | 2001         |
| bit Generations: Dotstream | 2006         |
| Double Dragon Advance | 2003         |
| Downforce | 2002         |
| Drake & Josh | 2007         |
| Dr. Mario | 2004         |
| Dr. Mario & Puzzle League | 2005         |
| Dr. Muto | 2002         |
| Dr. Seuss: Green Eggs and Ham | 2003         |
| Dragon Ball: Advanced Adventure | 2004         |
| Dragon Ball Z: Buu's Fury | 2004         |
| Dragon Ball Z: The Legacy of Goku | 2002-2004    |
| Dragon Ball Z: The Legacy of Goku II | 2003         |
| Dragon Ball Z: Supersonic Warriors | 2004         |
| Dragon Ball Z: Taiketsu | 2003         |
| Dragon Ball GT: Transformation | 2005         |
| Dragon Quest Monsters: Caravan Heart | 2003         |
| Drill Dozer | 2005         |
| Driven | 2001         |
| Driver 2 Advance | 2002         |
| Driv3r | 2005         |
| Drome Racers | 2003         |
| Droopy's Tennis Open | 2002         |
| Dual Blades | 2002         |
| Duel Masters: Kaijudo Showdown | 2004         |
| Duel Masters: Sempai Legends | 2003         |
| Duke Nukem Advance | 2002         |
| Dungeons & Dragons: Eye of the Beholder | 2002         |
| Dynasty Warriors Advance | 2005         |
| Earthworm Jim | 2001         |
| Earthworm Jim 2 | 2002         |
| Ecks vs. Sever | 2001         |
| Ed, Edd n Eddy: Jawbreakers! | 2002         |
| Ed, Edd n Eddy: The Mis-Edventures | 2005         |
| Egg Mania: Eggstreme Madness | 2002         |
| European Super League | 2001         |
| ESPN Final Round Golf 2002 | 2001         |
| ESPN Great Outdoor Games Bass 2002 | 2001         |
| ESPN International Winter Sports | 2002         |
| ESPN X Games Skateboarding | 2001         |
| ESPN Winter X-Games Snowboarding | 2001         |
| E.T. The Extra-Terrestrial | 2001         |
| everGirl | 2005         |
| Extreme Ghostbusters: Code Ecto-1 | 2002         |
| Goku Mahjong Deluxe: Mirai Senshi 21 | 2001         |
| EZ-Talk 1 | 2001         |
| EZ-Talk 2 | 2001         |
| EZ-Talk 3 | 2001         |
| EZ-Talk 4 | 2001         |
| EZ-Talk 5 | 2001         |
| EZ-Talk 6 | 2001         |
| F1 2002 | 2003         |
| F-14 Tomcat | 2001         |
| F24: Stealth Fighter | 2007         |
| The Fairly OddParents! Breakin' Da Rules | 2003         |
| The Fairly Oddparents! Clash with the Anti-World | 2005         |
| The Fairly OddParents! Enter the Cleft | 2002         |
| The Fairly OddParents! Shadow Showdown | 2004         |
| Famicom Mini: Balloon Fight | 2004         |
| Famicom Mukashibanashi: Shin Onigashima | 2004         |
| Famicom Tantei Club: Kieta Kōkeisha | 2004         |
| Famicom Tantei Club Part II: Ushiro ni Tatsu Shōjo | 2004         |
| Family Feud | 2006         |
| Family Tennis Advance | 2002         |
| Famista Advance | 2002         |
| Fancy Pocket | 2002         |
| Fantastic 4 | 2005         |
| Fantastic 4: Flame On | 2005         |
| Fantastic Children | 2005         |
| Fantastic Marchen: Cake-yasan Monogatari + Doubutsu Chara Navi Uranai Kosei Shinri Gaku | 2002         |
| Fear Factor: Unleashed | 2004         |
| Field of Nine: Digital Edition 2001 | 2001         |
| FIFA 2003 | 2002         |
| FIFA 2004 | 2003         |
| FIFA 2005 | 2004         |
| FIFA 2006 | 2005         |
| FIFA 2007 | 2006         |
| FightBox | 2004         |
| Fila Decathlon | 2002         |
| Final Fantasy I & II: Dawn of Souls | 2004         |
| Final Fantasy II | 2005         |
| Final Fantasy III | 2006         |
| Final Fantasy IV Advance | 2005         |
| Final Fantasy V Advance | 2006         |
| Final Fantasy VI Advance | 2006         |
| Final Fantasy Tactics Advance | 2003         |
| Final Fantasy Tactics Advance (Deluxe Pack) | 2003         |
| Final Fight | 2001         |
| Final Fight One | 2001         |
| Finding Nemo / Finding Nemo: The Continuing Adventures | 2005         |
| Fire Emblem | 2003         |
| Fire Emblem: Fūin no Tsurugi | 2002         |
| Fire Emblem: The Sacred Stones | 2004         |
| Fire Hoops | 2002         |
| Fire Pro Wrestling | 2001         |
| Fire Pro Wrestling 2 | 2002         |
| The Flintstones: Big Trouble In Bedrock | 2001         |
| Flower Power | 2001         |
| Follow Hoothoot | 2002         |
| Ford Racing 3 | 2005         |
| Fortress | 2001         |
| Foster's Home for Imaginary Friends | 2006         |
| Franklin the Turtle | 2005         |
| Franklin's Great Adventures | 2006         |
| Freekstyle | 2003         |
| Frisbee Disc Freestyle / Frisbee Disc Golf | 2007         |
| Frogger Advance: The Great Quest | 2002         |
| Frogger's Adventures 2: The Lost Wand | 2002         |
| Frogger's Adventures: Temple of the Frog | 2001         |
| Frogger's Journey: The Forgotten Relic | 2003         |
| From TV animation - One Piece: Mezase! King of Berry | 2003         |
| From TV animation - One Piece: Nanatsu Shima no Daihihou | 2002         |
| Fruits Mura no Doubutsu Tachi | 2004         |
| Fruits Daisakusen! | 2002         |
| Full Metal Alchemist | 2004         |
| Fullmetal Alchemist: Omoide no Sonata | 2004         |
| Fushigi no Kuni no Alice | 2003         |
| Fushigi no Kuni no Angelique | 2002         |
| Futari wa Precure Max Heart: Maji? Maji!? Fight de IN Janai | 2005         |
| Futari wa Precure: Arienai! Yume no Kuni wa Daimeikyuu | 2004         |
| F-Zero Climax | 2004         |
| F-Zero: GP Legend | 2003         |
| F-Zero: Maximum Velocity | 2001         |
| Gadget Racers | 2001         |
| Gakkou O Tsukurou!! Advance | 2002         |
| Galidor: Defenders of the Outer Dimension | 2002         |
| Game Boy Wars 1+2 | 2004         |
| Game & Watch Gallery 4 | 2002         |
| The Game of Life/Yahtzee/Payday | 2005         |
| Garfield: The Search for Pooky | 2005         |
| Garfield & His Nine Lives | 2006         |
| Gauntlet/Rampart | 2005         |
| Gauntlet: Dark Legacy | 2002         |
| Gekido Advance: Kintaro's Revenge | 2002         |
| Gem Smashers | 2003         |
| Gensou Suikoden Card Stories | 2001         |
| Get Backers: Jigoku no Sukaramushu | 2001         |
| Ghost Trap | 2002         |
| Ghosts 'n Goblins | 2004         |
| Go! Go! Beckham! Adventure On Soccer Island | 2002         |
| Godzilla: Domination! | 2002         |
| Goemon: New Age Shutsudou! | 2002         |
| Golden Nugget Casino | 2004         |
| Golden Nugget Casino/Texas Hold 'Em Double Pack | 2005         |
| Golden Sun | 2001         |
| Golden Sun: The Lost Age | 2002         |
| Golf | 2003         |
| Gradius Galaxies | 2001         |
| Grand Theft Auto Advance | 2004         |
| De Grimmige Avonturen van Billy en Mandy (ook wel The Grim Adventures of Billy and Mandy) | 2006         |
| Groove Adventure Rave: Hikari to Yami no Daikessen | 2002         |
| GT Advance Championship Racing | 2001         |
| GT Advance 2: Rally Racing | 2001         |
| GT Advance 3: Pro Concept Racing | 2002         |
| Guilty Gear X Advance Edition | 2002         |
| Gumby vs. the Astrobots | 2005         |
| Gundam Seed Destiny | 2004         |
| Gunstar Future Heroes | 2005         |
| Gyakuten Saiban | 2001         |
| Gyakuten Saiban 2 | 2002         |
| Gyakuten Saiban 3 | 2004         |
| Hachiemon | 2003         |
| Hajime no Ippo: The Fighting | 2002         |
| Hamepane Tokyo Mew Mew | 2002         |
| Hamster Club 3 | 2002         |
| Hamster Club 4: Shigessa Daidassou | 2004         |
| Hamster Monogatari 2 GBA | 2001         |
| Hamster Monogatari 3 GBA | 2002         |
| Hamster Monogatari 3EX, 4, Special | 2003         |
| Hamster Monogatari Collection | 2003         |
| Hamster Paradise Advanchu | 2002         |
| Hamster Paradise: Pure Heart | 2003         |
| Hamtaro: Ham Ham Heartbreak | 2002         |
| Hamtaro: Ham-Ham Games | 2004         |
| Hamtaro: Rainbow Rescue | 2003         |
| Hanabi Hyakkei Advance | 2004         |
| Hanafuda Trump Mahjong: Depachika Wayounaka | 2002         |
| Happy Feet | 2006         |
| Happy Trump 20 | 2005         |
| Hardcore Pinball | 2002         |
| Hardcore Pool | 2003         |
| Harobots: Robo Hero Battling!! | 2002         |
| Harukanaru Toki no Naka de | 2002         |
| Harlem Globetrotters: World Tour | 2006         |
| Harry Potter en de Geheime Kamer | 2002         |
| Harry Potter en de Gevangene van Azkaban | 2004         |
| Harry Potter en de Orde van de Feniks | 2007         |
| Harry Potter en de Steen der Wijzen | 2001         |
| Harry Potter en de Vuurbeker | 2005         |
| Harry Potter: WK Zwerkbal | 2003         |
| Harvest Moon: Friends of Mineral Town | 2003         |
| Harvest Moon: More Friends of Mineral Town | 2003         |
| Harvest Time | 2002         |
| Hey Arnold! The Movie | 2002         |
| Hatena Satena | 2001         |
| Heidi: The Game | 2005         |
| Hello! Idol Debut | 2004         |
| Hello Kitty Collection: Miracle Fashion Maker | 2001         |
| Hello Kitty: Happy Party Pals | 2005         |
| Higanbana | 2002         |
| High Heat Major League Baseball 2002 | 2001         |
| High Heat Major League Baseball 2003 | 2002         |
| Hi Hi Puffy AmiYumi: Kaznapped! | 2005         |
| Hikaru no go | 2001         |
| Hikaru no Go 2 | 2002         |
| Himawari Doubutsu Byouin | 2004         |
| The Hobbit | 2003         |
| Hold Down Hoppip | 2001         |
| The Holy Bible | 2006         |
| Hot Potato! | 2001         |
| Hot Wheels: All Out | 2006         |
| Hot Wheels: Velocity X | 2002         |
| Hot Wheels: Burnin' Rubber | 2001         |
| Hot Wheels: Stunt Track Challenge | 2004         |
| Hot Wheels: Stunt Track Challenge / Hot Wheels: World Race | 2006         |
| Hot Wheels: Velocity X | 2002         |
| Hot Wheels: World Race | 2003         |
| Horse & Pony: My Horsefarm / Let's Ride 2 | 2007         |
| Horsez | 2007         |
| Hudson Best Collection Vol. 1: Bomberman Collection | 2005         |
| Hudson Best Collection Vol. 2: Lode Runner Collection | 2005         |
| Hudson Best Collection Vol. 3: Action Collection | 2005         |
| Hudson Best Collection Vol. 4: Nazotoki Collection | 2005         |
| Hudson Best Collection Vol. 5: Shooting Collection | 2006         |
| Hudson Best Collection Vol. 6: Adventure Island Collection | 2006         |
| Hugo 2in1: Bukkazoom! / The Evil Mirror | 2005         |
| Hugo Bukkazoom! | 2003         |
| Hugo: The Evil Mirror | 2002         |
| Hunter X Hunter: Minna Tomodachi Daisakusen!! | 2003         |
| I Am An Air Traffic Controller | 2001         |
| Ice Age | 2002         |
| Ice Age 2: The Meltdown | 2006         |
| Ice Climber | 2002         |
| Ice Nine | 2005         |
| IK+ | 2001         |
| Ikkoku Hattori - Kore 1 Hon de 8 Shurui! | 2002         |
| The Incredible Hulk | 2003         |
| The Incredibles | 2004         |
| The Incredibles: Rise of the Underminer | 2005         |
| Initial D: Another Stage | 2002         |
| Inspector Gadget Racing | 2003         |
| Inspector Gadget: Advance Mission | 2001         |
| International Karate Advanced | 2001         |
| International Superstar Soccer | 2001         |
| International Superstar Soccer Advance | 2002         |
| Inukko Club: Fukumaru no Daibouken | 2002         |
| Inuyasha: Naraku no Wana! Mayoi no Mori no Shoutaijou | 2003         |
| Invader | 2002         |
| The Invincible Iron Man | 2002         |
| Iridion 3D | 2001         |
| Iridion II | 2003         |
| Island Xtreme Stunts | 2002         |
| Isseki Hacchou: Kore 1-pon de 8 Shurui! | 2002         |
| I Spy Challenger! | 2002         |
| It's Mr. Pants | 2005         |
| Jackie Chan Adventures: Legend of the Dark Hand | 2001         |
| Jaja-Kun Jr. Denshouki | 2004         |
| James Bond 007: Everything or Nothing | 2003         |
| James Bond 007: NightFire | 2003         |
| James Pond 2: Codename: RoboCod | 2004         |
| Jazz Jackrabbit | 2002         |
| Jet Set Radio (ook wel Jet Grind Radio in de VS) | 2003         |
| JGTO Golf Master Mobile | 2001         |
| Jim Henson's Muppets in Spy Muppets: License to Croak | 2003         |
| Jimmy Neutron: Boy Genius | 2001         |
| Jimmy Neutron vs. Jimmy Negatron | 2002         |
| Jissen Pachi-Slot Hisshouhou! Juuou Advance | 2002         |
| Jinsei Game Advance | 2002         |
| J-League Pocket | 2001         |
| J-League Pocket 2 | 2002         |
| J.League Pro Soccer Club o Tsukurou! Advance | 2002         |
| J-League Winning Eleven Advance 2002 | 2002         |
| Jonny Moseley: Mad Trix | 2002         |
| Juka and the Monophonic Menace | 2005         |
| Jumping Doduo | 2002         |
| Jurassic Park III: Island Attack | 2001         |
| Jurassic Park III: The DNA Factor | 2001         |
| Jurassic Park III: Dino Attack | 2001         |
| Jurassic Park III: Park Builder | 2001         |
| Jurassic Park Institute Tour: Dinosaur Rescue | 2003         |
| Justice League Chronicles | 2003         |
| Justice League Heroes: The Flash | 2006         |
| Justice League: Injustice for All | 2002         |
| K-1 Pocket Grand Prix | 2002         |
| K-1 Pocket Grand Prix 2 | 2002         |
| Kaeru B Back | 2002         |
| Kaiketsu Zorori to Mahou no Yuuenchi | 2004         |
| Kamaitachi no Yoru Advance | 2002         |
| Kami no Kijutsu: Illusion of the Evil Eyes | 2002         |
| KAO the Kangaroo | 2001         |
| Kappa no Kai-Kata: Katan Daibouken | 2005         |
| Karnaaj Rally | 2003         |
| Kawa no Nushi Tsuri 3+4 | 2006         |
| Kawa no Nushi Tsuri 5: Fushigi no Mori Kawa | 2002         |
| Kawaii Hamster | 2001         |
| Kawaii Koinu | 2002         |
| Kawaii Koneko | 2002         |
| Kawaii Pet Game Gallery | 2003         |
| Kawaii Pet Game Gallery 2 | 2004         |
| Kawaii Pet Shop Monogatari 3 | 2002         |
| Keitai Denjū Telefang 2: Power | 2000         |
| Keitai Denjū Telefang 2: Speed | 2000         |
| Kelly Slater's Pro Surfer | 2002         |
| Keroro Gunsou Taiketsu! Keroro Cart de Arimasu!! | 2004         |
| Kerplunk! / Toss Across / Tip It | 2006         |
| Kessakusen! Ganbare Goemon 1+2 | 2005         |
| Kid Klown in Crazy Chase | 2002         |
| Kid's Cards | 2006         |
| Kidou Gekidan Haro Ichiza: Haro no Puyo Puyo | 2005         |
| Kidou Tenshi Angelic Layer | 2001         |
| Kien | 2004         |
| Kill.Switch | 2004         |
| Killer 3D Pool | 2005         |
| Kim Possible 2: Drakken's Demise | 2004         |
| Kim Possible 3: Team Possible | 2005         |
| Kingdom Hearts: Chain of Memories | 2004         |
| The King of Fighters EX: Neo-Blood | 2002         |
| The King of Fighters EX2: Howling Blood | 2003         |
| Kinniku Banzuke: Kimeru! Kiseki no Kanzen Seiha | 2001         |
| Kinniku Banzuke: Kongou-Kun no Daibouken! | 2001         |
| Kirby & the Amazing Mirror | 2004         |
| Kirby: Nightmare in Dream Land | 2002         |
| Kirby Puzzle | 2003         |
| Kisekae Angel | 2004         |
| Kiss x Kiss Seirei Gakuen | 2004         |
| Klonoa Heroes | 2002         |
| Klonoa: Empire of Dreams | 2001         |
| Klonoa 2: Dream Champ Tournament | 2005         |
| Koino no Kokoro Ikusei Game | 2003         |
| Koinu to Issho! Aijou Monogatari | 2003         |
| Koinu to Issho! 2 | 2004         |
| The Koala Brothers: Outback Adventure | 2006         |
| Konami Collector's Series: Arcade Classics | 2002         |
| Konami Krazy Racers | 2001         |
| Konjiki no Gash Bell!!: Card Battle | 2005         |
| Konjiki no Gash Bell!!: Makai no Bookmark | 2004         |
| Konjiki no Gash Bell!! Unare! Yuujou no Zakeru 2 | 2004         |
| Konjiki no Gash Bell!!: Yuujou no Zakeru 2 | 2004         |
| Konjiki no Gash Bell!! Unare! Yuujou no Zakeru Dream Tag Tournament | 2005         |
| Kong: The 8th Wonder of the World | 2005         |
| Kong: The Animated Series | 2005         |
| Korokoro Puzzle: Happy Panechu | 2002         |
| Kotoba no Puzzle: Mojipittan Advance | 2003         |
| Koukou Juken Advance Series: Eigo Koubunhen 26 Units Shuuroku | 2001         |
| Koukou Juken Advance Series: Eijukugohen 650 Phrases Shuuroku | 2001         |
| Koukou Juken Advance Series: Eitangohen 2000 Words Shuuroku | 2001         |
| Kunio-kun Nekketsu Collection 1 | 2005         |
| Kunio-kun Nekketsu Collection 2 | 2005         |
| Kunio-kun Nekketsu Collection 3 | 2006         |
| Kuru Kuru Kururin | 2001         |
| Kururin Paradise | 2002         |
| Lady Sia | 2001         |
| The Land Before Time | 2001         |
| Lara Croft Tomb Raider: Legend | 2006         |
| Lara Croft Tomb Raider: The Prophecy | 2002         |
| Leek Game | 2002         |
| Legend of Dynamic: Gōshōden - Hōkai no Rondo | 2003         |
| The Legend of Spyro: A New Beginning | 2006         |
| The Legend of Spyro: The Eternal Night | 2007         |
| The Legend of Zelda: A Link to the Past/Four Swords | 2002         |
| The Legend of Zelda: The Minish Cap | 2004         |
| Legends of Wrestling II | 2002         |
| Legendz: Yomigaeru Shiren no Shima | 2004         |
| Legendz: Sign of Necrom | 2005         |
| Legendz: Yomigaeru Shiren no Shima | 2004         |
| LEGO Bionicle | 2001         |
| LEGO Eiland 2: De wraak van Dondersteen (ook wel LEGO Island 2: The Brickster's Revenge) | 2001         |
| LEGO Knights' Kingdom | 2004         |
| LEGO Racers 2 | 2001         |
| LEGO Soccer Mania (ook wel LEGO Football Mania) | 2002         |
| LEGO Star Wars: The Video Game | 2005         |
| LEGO Star Wars II: The Original Trilogy | 2006         |
| Lemony Snicket's A Series of Unfortunate Events | 2004         |
| Lets Ride!: Friends Forever | 2007         |
| Let's Ride! Dreamer | 2005         |
| Let's Ride! Sunshine Stables | 2005         |
| Licca-chan no Oshare Nikki | 2004         |
| Lilliput Oukoku: Lillimoni to Issho-puni! | 2004         |
| Little Buster Q | 2002         |
| Little League Baseball | 2002         |
| Little Patissier: Cake no Oshiro | 2004         |
| Lizzie McGuire: On the Go! | 2003         |
| Lizzie McGuire 2: Lizzie Diaries | 2004         |
| Lizzie McGuire 3: Homecoming Havoc | 2005         |
| Lode Runner | 2003         |
| Looney Tunes: Back in Action | 2003         |
| Looney Tunes: Double Pack - Dizzy Driving / Acme Antics | 2005         |
| The Lord of the Rings: The Fellowship of the Ring | 2002         |
| The Lord of the Rings: The Two Towers | 2002         |
| The Lord of the Rings: The Return of the King | 2003         |
| The Lord of the Rings: The Third Age | 2004         |
| The Lost Vikings | 2003         |
| Love Hina Advance: Shukufuku no Kane wa Harukana | 2001         |
| Lucky Luke: Wanted! | 2001         |
| Lufia: The Ruins of Lore | 2003         |
| Lunar Legend | 2002         |
| M&M's Blast! | 2001         |
| M&M's Break' Em | 2007         |
| Machop at Work | 2001         |
| Madagascar | 2005         |
| Madagascar: Operation Penguin | 2005         |
| Madden NFL 2002 | 2001         |
| Madden NFL 2003 | 2002         |
| Madden NFL 2004 | 2003         |
| Madden NFL 2005 | 2004         |
| Madden NFL 06 | 2005         |
| Madden NFL 07 | 2006         |
| Magi Nation | 2002         |
| Magical Fengshen | ?            |
| Magical Vacation | 2001         |
| Mahjong Keiji (ook wel Mahjong Police) | 2001         |
| Major League Baseball 2K7 | 2007         |
| Mahou Sensei Negima! Private Lesson: Dame Desu Toshokan | 2005         |
| Mahou Sensei Negima! Private Lesson 2: Ojama Shimasu Parasite de Chu | 2006         |
| Majokko Cream-Chan Gokko Series 1: Wan Nyon Idol Gakuen | 2003         |
| Mail De Cute | 2002         |
| Manhole-e | 2002         |
| Manic Miner | 2002         |
| Manga-ka Debut Monogatari: Akogare! Manga Ka Ikusei Game! | 2002         |
| Mappy | 2004         |
| Mar Heaven: Knockin' on Heaven's Door | 2005         |
| Marble Madness / Klax | 2005         |
| Marcel Desailly: Football Advance | 2001         |
| March of the Penguins | 2006         |
| Marie, Elie & Anis no Atelier: Soyokaze kara no Dengon | 2003         |
| Mario Bros. | 2002         |
| Mario & Luigi: Superstar Saga | 2003         |
| Mario Golf: Advance Tour | 2004         |
| Mario Kart: Super Circuit | 2001         |
| Mario Party Advance | 2005         |
| Mario Party-e | 2003         |
| Mario Pinball Land | 2004         |
| Mario Power Tennis | 2005         |
| Mario vs. Donkey Kong | 2004         |
| Mary-Kate and Ashley: Girls Night Out | 2002         |
| Mary-Kate and Ashley: Sweet 16 - Licensed to Drive | 2002         |
| Matantei Loki Ragnarok: Gensou no Labyrinth | 2003         |
| Matchbox Cross Town Heroes | 2002         |
| Matchbox Missions: Air, Land and Sea Rescue / Emergency Response | 2006         |
| Math Patrol: The Kleptoid Threat | 2007         |
| Marvel: Ultimate Alliance | 2006         |
| Masters of the Universe: He-Man - Power of Grayskull | 2002         |
| Mat Hoffman's Pro BMX | 2001         |
| Mat Hoffman's Pro BMX 2 | 2002         |
| Max Payne | 2003         |
| Maya the Bee: The Great Adventure | 2002         |
| Mazes of Fate | 2006         |
| Mech Platoon | 2001         |
| Medabots AX: Metabee Version | 2003         |
| Medabots AX: Rokusho Version | 2003         |
| MedaBots: Metabee (ook wel Medarot Ni Core: Kabuto Version) | 2003         |
| Medabots: Rokusho (ook wel Medarot Ni Core: Kuwagata Version) | 2002         |
| Medal of Honor: Infiltrator | 2003         |
| Medal of Honor: Underground | 2002         |
| Medarot Navi Kabuto Version | 2001         |
| Medarot Navi Kuwagana Version | 2001         |
| Mega Man & Bass | 2002         |
| Mega Man Battle Chip Challenge | 2003         |
| MegaMan Battle Network | 2001         |
| MegaMan Battle Network 2 | 2001         |
| MegaMan Battle Network 3 Blue | 2003         |
| MegaMan Battle Network 3 White | 2002         |
| MegaMan Battle Network 4 Blue Moon | 2003         |
| MegaMan Battle Network 4 Red Sun | 2003         |
| MegaMan Battle Network 5 Team Protoman | 2005         |
| MegaMan Battle Network 5 Team Colonel | 2005         |
| MegaMan Battle Network 6 Cybeast Falzar | 2005         |
| MegaMan Battle Network 6 Cybeast Gregar | 2005         |
| Mega Man Zero | 2002         |
| Mega Man Zero 2 | 2003         |
| Mega Man Zero 3 | 2004         |
| Mega Man Zero 4 | 2005         |
| Meine Tierarztpraxis | 2006         |
| Meine Tierpension | 2005         |
| Meitantei Conan: Akatsuki no Monument | 2005         |
| Meitantei Conan: Nerawareta Tantei | 2003         |
| Mermaid Melody Pichi Pichi Pitch | 2003         |
| Mermaid Melody Pichi Pichi Pitch Live Start | 2004         |
| Mermaid Melody Pichi Pichi Pitch Party | 2003         |
| Men in Black: The Series | 2001         |
| Metal Max 2 Kai | 2003         |
| Metalgun Slinger | 2002         |
| Metal Slug Advance | 2004         |
| Metal Warrior 4: Agents of Metal | 2006         |
| Metroid | 2004         |
| Metroid Fusion | 2002         |
| Metroid: Zero Mission | 2004         |
| Mezase! Koushien | 2005         |
| Midnight Club: Street Racing | 2001         |
| Midway's Greatest Arcade Hits | 2001         |
| Mighty Tyranitar | 2002         |
| Mighty Beanz Pocket Puzzles | 2004         |
| Mike Tyson's Boxing | 2002         |
| Millipede / Super Breakout / Lunar Lander | 2005         |
| Minami no Umi no Odyssey | 2002         |
| MiniMoni: Mika no Happy Morning Chatty | 2002         |
| MiniMoni: Onegaio Hoshisama! | 2002         |
| Minna no Ouji-Sama | 2003         |
| Minna no Shogi | 2004         |
| Minna no Soft Series: Hyokkori Hyoutan Shima | 2003         |
| Minna no Soft Series: Minna no Mahjong | 2003         |
| Minna no Soft Series: Shanghai | 2003         |
| Minna no Soft Series: Tetris Advance | 2003         |
| Minority Report: Everybody Runs | 2002         |
| Miracle! Panzou: 7-tsu no Hoshi no Uchuu Kaizoku | 2005         |
| Mission: Impossible: Operation Surma | 2003         |
| MLB SlugFest 20-04 | 2003         |
| M&M's Break' Em | 2007         |
| Mobile Pro Baseball | ?            |
| Mobile Pro Yakyuu: Kantoku no Saihai | 2001         |
| Mobile Suit Gundam Seed: Battle Assault | 2004         |
| Mobile Suit Gundam Seed: Tomo to Kimi to Koko de | 2004         |
| Mobile Suit Z Gundam: Hot Scramble | 2004         |
| Moero!! Jaleco Collection | 2004         |
| Momotarou Dentetsu G: Gold Deck o Tsukure! | 2005         |
| Momotaru Matsuri | 2001         |
| Monopoly | 2004         |
| Monster! Bass Fishing | 2003         |
| Monster Force | 2002         |
| Monster Gate | 2002         |
| Monster Gate: Ooinaru Dungeon - Fuuin no Orb | 2003         |
| Monster Guardians | 2001         |
| Monster House | 2006         |
| Monster Jam: Maximum Destruction | 2002         |
| Monster Maker 4: Flash Card | 2002         |
| Monster Maker 4: Killer Dice | 2002         |
| Monster Rancher Advance | 2001         |
| Monster Rancher Advance 2 | 2001         |
| Monster Summoner | 2004         |
| Monster Truck Madness | 2003         |
| Monster Trucks | 2004         |
| Monster Trucks Mayhem | 2006         |
| Monsters Inc. | 2001         |
| Moorhen 3 ...Chicken Chase | 2002         |
| Morita Shogi Advance | 2001         |
| The Morning Adventure | 2003         |
| Mortal Kombat Advance | 2001         |
| Mortal Kombat: Deadly Alliance | 2002         |
| Mortal Kombat: Tournament Edition | 2003         |
| Mother 1 + 2 | 2003         |
| Mother 3 | 2006         |
| Mother 3 Deluxe Box | 2006         |
| Moto Racer Advance | 2002         |
| Motocross Challenge | 2007         |
| Motocross Maniacs Advance | 2002         |
| MotoGP | 2002         |
| Mr. Driller 2 | 2001         |
| Mr. Driller Ace | 2002         |
| Mr. Nutz | 2002         |
| Ms. Pac-Man Maze Madness | 2004         |
| Ms. Pac-Man: Maze Madness / Pac-Man World | 2005         |
| Mucha Lucha! Mascaritas of the Lost Code | 2003         |
| Mugenborg | 2003         |
| Muppet Pinball Mayhem | 2002         |
| The Muppets: On With The Show! | 2003         |
| Mugen Kinogyou Zero Tours | 2001         |
| Mutsu: Water Looper Mutsu | 2001         |
| MX 2002 featuring Ricky Carmichael | 2001         |
| My Animal Centre in Africa | 2006         |
| My Little Pony Crystal Princess: The Runaway Rainbow | 2006         |
| Mystic Heroes | 2002         |
| Nakayoshi Mahjong: Kapu Richi | 2001         |
| Namco Museum | 2001         |
| Namco Museum 50th Anniversary | 2005         |
| Nancy Drew: Message in a Haunted Mansion | 2001         |
| Napoleon | 2001         |
| Naruto: Konoha Senki | 2003         |
| Naruto: Ninja Council (ook wel Naruto: Ninjutsu Zenkai! Saikyou Ninja Daikesshu) | 2003         |
| Naruto: Ninja Council 2 (ook wel Naruto: Saikyou Ninja Daikesshu 2) | 2004         |
| NASCAR Heat 2002 | 2002         |
| Natural 2: Duo | 2002         |
| NBA Jam 2002 | 2002         |
| Need for Speed Carbon: Own the City | 2006         |
| Need for Speed: Most Wanted | 2005         |
| Need for Speed: Porsche 2000 | 2004         |
| Need for Speed: Underground | 2003         |
| Need for Speed: Underground 2 | 2004         |
| NGT: Next Generation Tennis | 2002         |
| NFL Blitz 20-02 | 2001         |
| NFL Blitz 20-03 | 2002         |
| NHL 2002 | 2002         |
| NHL Hitz 20-03 | 2002         |
| Nickelodeon Vol. 1 4-Pack | 2007         |
| Nickelodeon Danny Phantom: The Ultimate Enemy | 2005         |
| Nickelodeon Drake & Josh | 2007         |
| Nickelodeon Rugrats Go Wild | 2003         |
| Nicktoons Racing | 2002         |
| Nicktoons Unite! | 2005         |
| Nicktoons: Attack of the Toybots | 2007         |
| Nicktoons: Battle for Volcano Island | 2006         |
| Nicktoons: Freeze Frame Frenzy | 2004         |
| Night Flight | 2002         |
| Ninja Five-O | 2003         |
| Nippon Pro Mahjong Renmei Kounin: Tetsuman Advance ~Menkyo Kaiden Series~ | 2002         |
| Nobunaga Ibun | 2002         |
| Nobunaga No Yabou | 2001         |
| Noddy: A Day in Toyland | 2006         |
| Nonono Puzzle Chairian | 2005         |
| No Rules: Get Phat | 2001         |
| Nyan Nyan Nyanko no Nyan Collection | 2005         |
| Ochaken Kururin ~ Honwaka Puzzle de Ho~ttoshiyou? | 2004         |
| Ochaken no Bouken Jima: Honwaka Yume no Island | 2005         |
| Ochaken no Heya | 2003         |
| Ochaken no Yume Bouken | 2005         |
| Oddworld: Munch's Oddysee | 2003         |
| Ohanaya-san Monogatari GBA | 2002         |
| Ojarumaru: Gekkou Machi Sanpo de Ojaru | 2003         |
| Okuman Chouja Game: Nottori Daisakusen! | 2001         |
| One Piece: Dragon Dream! | 2005         |
| One Piece: Going Baseball - Kaizoku Yakyuu | 2004         |
| Onimusha Tactics | 2003         |
| Open Season | 2006         |
| Operation Armored Liberty | 2003         |
| Orbient | 2006         |
| Oriental Blue: Ao no Tengai | 2003         |
| Oshaberi Inko Club | 2002         |
| Oshare Wanko | 2004         |
| Oshare Princess | 2002         |
| Oshare Princess 2 + Doubutsu Kyaranabi Uranai | 2002         |
| Oshare Princess 3 | 2003         |
| Oshare Princess 5 | 2005         |
| Ottifanten-Pinball | 2005         |
| Over the Hedge | 2006         |
| Over the Hedge: Hammy Goes Nuts! | 2006         |
| Ozzy & Drix | 2003         |
| Pac-Man | 2004         |
| Pac-Man Collection | 2001         |
| Pac-Man Pinball Advance | 2005         |
| Pac-Man World | 2004         |
| Pac-Man World 2 | 2005         |
| PaperBoy / Rampage | 2005         |
| Paws & Claws: Best Friends - Dogs & Cats | 2006         |
| Payback | 2004         |
| Peter Pan: The Motion Picture Event | 2003         |
| Petz Vet | 2007         |
| Petz: Hamsterz 2 | 2007         |
| Pferd & Pony: Best Friends: Mein Pferd | 2007         |
| Pferd & Pony: Mein Pferdehof | 2003         |
| Pferd & Pony: Lass uns reiten 2 | 2005         |
| Pferd & Pony: Mein Gestüt | 2006         |
| Phalanx | 2001         |
| Phantasy Star Collection | 2002         |
| Phil of the Future | 2006         |
| Pia Carrot e Youkoso!! 3.3 | 2004         |
| Pichimo Ninarou | 2004         |
| Pika Pika Nurse Monogatari | 2003         |
| Pika Pop | 2002         |
| Pinball | 2002         |
| Pinball Advance | 2002         |
| Pinball Challenge Deluxe | 2002         |
| Pinball Tycoon | 2003         |
| The Pinball of the Dead | 2002         |
| Pink Panther: Pinkadelic Pursuit | 2002         |
| Pinky and the Brain: The Masterplan | 2002         |
| Pinky Monkey Town | 2001         |
| Pinobee & Phoebee | 2002         |
| Pinobee: Wings of Adventure | 2001         |
| Pippa Funnell | 2005         |
| Pippa Funnell: Stable Adventure | 2005         |
| Pirates of the Caribbean: Dead Man's Chest | 2006         |
| Pirates of the Caribbean: The Curse of the Black Pearl | 2003         |
| Pitfall: The Lost Expedition | 2004         |
| Pitfall: The Mayan Adventure | 2001         |
| Pixeline i Pixieland | 2008         |
| Planet Monsters | 2001         |
| Planet of the Apes | 2001         |
| Play Novel: Silent Hill | 2001         |
| Play-Yan | 2005         |
| Pocket Dogs | 2004         |
| Pocket Music | 2002         |
| Pocket Professor: KwikNotes Volume One | 2006         |
| Pocky & Rocky with Becky | 2002         |
| Pokémon FireRed en LeafGreen | 2004         |
| Pokémon Mystery Dungeon: Red Rescue Team | 2005         |
| Pokémon Pinball: Ruby & Sapphire | 2003         |
| Pokémon Ruby en Sapphire | 2002         |
| The Polar Express | 2004         |
| Polarium Advance | 2005         |
| Polly Pocket! Super Splash Island | 2003         |
| Pong / Asteroids / Yars' Revenge | 2005         |
| Popeye: Rush for Spinach | 2005         |
| Postman Pat and the Greendale Rocket | 2007         |
| Power Pro Kun Pocket 1+2 | 2004         |
| Power Pro Kun Pocket 3 | 2001         |
| Power Pro Kun Pocket 4 | 2002         |
| Power Pro Kun Pocket 5 | 2003         |
| Power Pro Kun Pocket 6 | 2003         |
| Power Pro Kun Pocket 7 | 2004         |
| The Powerpuff Girls: Him and Seek | 2002         |
| The Powerpuff Girls: Mojo Jojo A-Go-Go | 2001         |
| Powerpuff Girls: Mojo Jojo A-Go-Go, The / Dexter's Laboratory: Deesaster Strikes! | 2003         |
| Power Rangers S.P.D. | 2005         |
| Power Rangers: Ninja Storm | 2003         |
| Power Rangers: Time Force | 2001         |
| Power Rangers: Wild Force | 2002         |
| Power Rangers: Dino Thunder | 2004         |
| Prehistorik Man | 2001         |
| Premier Action Soccer | 2006         |
| Premier Manager 2003-04 | 2003         |
| Premier Manager 2004-2005 | 2004         |
| Premier Manager 2005-2006 | 2005         |
| Prince of Persia: The Sands of Time | 2003         |
| Princess Blue: Hime Kishi Monogatari | 2002         |
| Princess Natasha: Student • Secret Agent • Princess | 2006         |
| Pro Mahjong Tsuwamono Advance | 2005         |
| The Proud Family | 2005         |
| Pro Yakyuu Team o Tsukurou! Advance | 2002         |
| Punching Bags | 2002         |
| PukuPuku Tennen Kairanban | 2002         |
| PukuPuku Tennen Kairanban: Koi no Cupid Daisakusen | 2004         |
| PukuPuku Tennen Kairanban: Youkoso! Illusion Land e | 2004         |
| Punch King | 2002         |
| Puppy Luv: Spa and Resort | 2007         |
| Puyo Pop | 2001         |
| Puyo Pop Fever | 2004         |
| Puzzle & Tantei Collection | 2003         |
| Pyuu to Fuku! Jaguar Byuu to Deru! Megane-Kun | 2004         |
| Quad Desert Fury | 2003         |
| Qwak | 2006         |
| R-Type III: The Third Lightning | 2004         |
| Racing Fever | 2005         |
| Racing Gears Advance | 2004         |
| Rainbow Six: Rogue Spear | 2002         |
| Rampage: Puzzle Attack | 2001         |
| Rapala Pro Fishing | 2004         |
| Rave Master: Special Attack Force | 2002         |
| Rayman 3: Hoodlum Havoc | 2002         |
| Rayman: 10th Anniversary Collection | 2005         |
| Rayman Advance | 2001         |
| Rayman: Hoodlum's Revenge | 2005         |
| Razor Freestyle Scooter | 2001         |
| Ready 2 Rumble Boxing: Round 2 | 2001         |
| Rebelstar: Tactical Command | 2005         |
| Rec Room Challenge | 2005         |
| Reign of Fire | 2002         |
| Relaxuma na Mainichi | 2005         |
| Rescue Heroes: Billy Blazes | 2003         |
| The Revenge of Shinobi | 2002         |
| The Revenge of the Smurfs | 2002         |
| The Ripping Friends: The World's Most Manly Men! | 2002         |
| Risk / Battleship / Clue | 2005         |
| River City Ransom EX | 2004         |
| Riviera: The Promised Land | 2004         |
| Rhythm Tengoku | 2006         |
| Road Rash: Jailbreak | 2003         |
| Road Trip: Shifting Gears | 2003         |
| Road Trip: Shifting Gears | 2002         |
| Robopon 2: Cross Version | 2001         |
| Robopon 2: Ring Version | 2001         |
| Robotech: The Macross Saga | 2002         |
| Robots | 2005         |
| Robot Wars: Extreme Destruction | 2002         |
| Rock 'Em Sock 'Em Robots | 2006         |
| Rock 'N Roll Racing | 2003         |
| Rocket Power: Beach Bandits | 2002         |
| Rocket Power: Dream Scheme | 2001         |
| Rocket Power: Zero Gravity Zone | 2003         |
| Rocky | 2002         |
| Roland Garros: French Open 2002 | 2002         |
| RPG Tsukuru Advance | 2003         |
| Rugrats: Castle Capers | 2001         |
| Rugrats: I Gotta Go Party | 2002         |
| Sabre Wulf | 2004         |
| San Goku Shi | 2001         |
| Sansara Saga 1x2 | 2001         |
| Santa Claus Saves the Earth | 2001         |
| Salt Lake 2002 | 2002         |
| Scooby-Doo! | 2001         |
| Scooby-Doo 2: Monsters Unleashed | 2004         |
| Scooby-Doo and the Cyber Chase | 2001         |
| Scooby Doo! Mystery Mayhem | 2003         |
| Scooby-Doo! Unmasked | 2005         |
| Scrabble Blast! | 2005         |
| The Scorpion King: Sword of Osiris | 2002         |
| Scurge: Hive | 2006         |
| Sega Smash Pack | 2002         |
| Sennen Kazoku | 2005         |
| Serious Sam Advance | 2004         |
| Shaman King: Legacy of the Spirits: Soaring Hawk | 2005         |
| Shaman King: Legacy of the Spirits: Sprinting Wolf | 2005         |
| Shaman King: Master Of Spirits | 2004         |
| Shaman King: Master Of Spirits 2 | 2005         |
| Shanghai Advance | 2001         |
| Shaun Palmers Pro Snowboarder | 2001         |
| Sheep | 2002         |
| Shining Force: Resurrection of the Dark Dragon | 2004         |
| Shining Soul | 2003         |
| Shining Soul II | 2003         |
| Shrek: Hassle at the Castle | 2002         |
| Shrek: Swamp Kart Speedway | 2002         |
| Shrek 2: Beg for Mercy! | 2004         |
| Sigma Star Saga | 2005         |
| Silent Hill: Play Novel | 2001         |
| SimCity 2000 | 2003         |
| The Sims: Erop Uit! | 2003         |
| De Sims 2 | 2004         |
| De Sims 2: Huisdieren | 2006         |
| The Simpsons: Road Rage | 2003         |
| Slot-Pro Advance: Takarafune & Oedoshima Fubuki 2 | ????         |
| Snap Kids | 2002         |
| Snood | 2001         |
| Snood 2: On Vacation | 2005         |
| Sonic Advance | 2001         |
| Sonic Advance 2 | 2002         |
| Sonic Advance 3 | 2004         |
| Sonic Battle | 2003         |
| Sonic Pinball Party | 2003         |
| Sonic the Hedgehog Genesis | 2006         |
| Space Channel 5: Ulala's Cosmic Attack | 2003         |
| Space Hexcite: Maetel Legend EX | 2001         |
| Space Invaders EX | 2002         |
| Speedball 2 | 2001         |
| Sports Illustrated for Kids Baseball | 2001         |
| Sports Illustrated for Kids Football | 2003         |
| Spider-Man: The Movie | 2002         |
| Spider-Man 2 | 2004         |
| Spider-Man 3 | 2007         |
| Spider-Man: Battle for New York | 2006         |
| Spider-Man: Mysterio's Menace (ook wel Spider-Man: Mysterio no Kyoui) | 2001         |
| SpongeBob SquarePants: Battle for Bikini Bottom | 2003         |
| SpongeBob Squarepants: Creatuur van de Krokante Krab | 2006         |
| SpongeBob SquarePants: Lights, Camera, Pants! | 2005         |
| SpongeBob SquarePants: Revenge of the Flying Dutchman | 2002         |
| SpongeBob SquarePants: SuperSponge | 2001         |
| Spy Hunter/Super Sprint | 2005         |
| Spyro: Season of Ice | 2001         |
| Spyro 2: Season of Flame | 2002         |
| Spyro: Attack of the Rhynocs | 2003         |
| Spyro: Fusion (ook wel Spyro Orange: The Cortex Conspiracy) | 2004         |
| SSX 3 | 2003         |
| SSX Tricky | 2002         |
| Starcom: Star Communicator | 2001         |
| Star Wars: Jedi Power Battles | 2002         |
| Star Wars: The New Droid Army | 2002         |
| Star Wars Trilogy: Apprentice of the Force | 2004         |
| Starsky & Hutch | 2003         |
| Star X | 2002         |
| Steven Gerrard's Total Soccer 2002 | 2001         |
| Street Fighter Alpha 3 | 2002         |
| SRS: Street Racing Syndicate | 2005         |
| Stuntman | 2003         |
| Summon Night: Swordcraft Story (ook wel Summon Night: Craft Sword Monogatari) | 2003         |
| Summon Night: Swordcraft Story 2 | 2004         |
| Super Army War | 2005         |
| Super Dodgeball Advance | 2001         |
| Super Duper Sumos | 2003         |
| Super Ghouls 'N Ghosts | 2002         |
| Super Mario Advance | 2001         |
| Super Mario Advance 4: Super Mario Bros. 3 | 2003         |
| Super Mario World: Super Mario Advance 2 | 2002         |
| Super Monkey Ball Jr. | 2002         |
| Super Puzzle Fighter II | 2003         |
| Super Robot Taisen A | 2001         |
| Super Robot Taisen D | 2003         |
| Super Robot Taisen J | 2005         |
| Super Robot Taisen R | 2002         |
| Super Robot Taisen: Original Generation | 2002         |
| Super Street Fighter II Turbo Revival | 2001         |
| Sword of Mana | 2003         |
| The Table Game Collection | 2003         |
| Tactics Ogre: The Knight of Lodis | 2001         |
| Taiketsu! Ultra Hero | 2004         |
| Tak 2: The Staff of Dreams | 2004         |
| Tak and the Power of Juju | 2003         |
| Tak: The Great Juju Challenge | 2005         |
| Tales of the World: Narikiri Dungeon 2 | 2002         |
| Tales of the World: Narikiri Dungeon 3 | 2005         |
| Tales of the World: Summoner's Lineage | 2003         |
| Tanbi Musou: Meine Liebe | 2001         |
| Tales of Phantasia | 2003         |
| Tang Tang | 2001         |
| Tantei Gakuen Q: Kyuukyoku no Trick ni Idome! | 2004         |
| Tantei Gakuen Q: Meitantei Hakimida! | 2003         |
| Tantei Jinguuji Saburo: Shiroi Kage no Shoujo | 2005         |
| Taxi 3 | 2003         |
| Teenage Mutant Ninja Turtles | 2003         |
| Teenage Mutant Ninja Turtles 2: Battle Nexus | 2004         |
| Teenage Mutant Ninja Turtles: Double Pack | 2006         |
| Teen Titans | 2005         |
| Teen Titans 2 | 2006         |
| Tekken Advance | 2001         |
| Ten Pin Alley 2 | 2004         |
| Tennis Masters Series 2003 | 2002         |
| Ten Pin Alley 2 | 2004         |
| Terminator 3: Rise of the Machines | 2003         |
| Tetris Worlds | 2001         |
| That's So Raven | 2004         |
| That's So Raven 2: Supernatural Style | 2005         |
| The Three Stooges | 2002         |
| Thunder Alley | 2004         |
| Thunderbirds | 2004         |
| Thunderbirds: International Rescue | 2001         |
| Tiger Woods PGA Tour 2004 | 2003         |
| Tiger Woods PGA Tour Golf | 2002         |
| Tim Burton's The Nightmare Before Christmas: The Pumpkin King | 2005         |
| Tiny Toon Adventures: Buster's Bad Dream | 2002         |
| Tiny Toon Adventures: Wacky Stackers | 2001         |
| Tir et but: Édition champion du monde | 2002         |
| Titeuf: Méga compet' | 2004         |
| Titeuf: Ze Gag Machine | 2002         |
| TMNT | 2007         |
| TOCA: World Touring Cars | 2003         |
| Tokotoko Truck | 2002         |
| Tom and Jerry in Infurnal Escape | 2003         |
| Tom and Jerry Tales | 2006         |
| Tom and Jerry & The Magic Ring | 2001         |
| Tom and Jerry in Infernal Escape | 2003         |
| Tomato Adventure | 2002         |
| Tomb Raider: Legend | 2006         |
| Tomb Raider: The Prophecy | 2002         |
| Tom Clancy's Rainbow Six: Rogue Spear | 2002         |
| Tom Clancy's Splinter Cell | 2003         |
| Tom Clancy's Splinter Cell: Pandora Tomorrow | 2004         |
| Tony Hawk's American Sk8land | 2005         |
| Tony Hawk's Downhill Jam | 2006         |
| Tony Hawk's Pro Skater 2 | 2001         |
| Tony Hawk's Pro Skater 3 | 2002         |
| Tony Hawk's Pro Skater 4 | 2002         |
| Tony Hawk's Underground | 2003         |
| Tony Hawk's Underground 2 | 2004         |
| Tony Hawk's Underground & Kelly Slater's Pro Surfer | 2005         |
| Top Gear GT Championship | 2001         |
| Top Gear Rally | 2003         |
| Top Gun: Firestorm | 2002         |
| Totally Spies! | 2005         |
| Toy Robot Force | 2001         |
| The Tower SP | 2005         |
| Trick Star | 2004         |
| Tron 2.0: Killer App | 2004         |
| Turbo Turtle Adventure | 2002         |
| Turok: Evolution | 2002         |
| Tweety & The Magic Gems | 2001         |
| TwinBee | 2004         |
| Ty the Tasmanian Tiger 2: Bush Rescue | 2004         |
| Ty the Tasmanian Tiger 3: Night of the Quinkan | 2005         |
| Uchuu no Stellvia | 2004         |
| Ultimate Arcade Games | 2005         |
| Ultimate Beach Soccer | 2003         |
| Ultimate Brain Games | 2003         |
| Ultimate Card Games | 2004         |
| Ultimate Mortal Kombat 3 | 2001         |
| Ultimate Muscle: The Path of the Superhero | 2002         |
| Ultimate Pocket Games | 2006         |
| Ultimate Puzzle Games | 2005         |
| Ultimate Winter Games | 2004         |
| Ultimate Spider-Man | 2005         |
| Unfabulous | 2006         |
| Uno / Skip-Bo | 2006         |
| Uno 52 | 2006         |
| Uno Freefall | 2007         |
| Upah no Otedama | 2002         |
| Urban Yeti! | 2002         |
| The Urbz: Sims in the City | 2004         |
| USA Racer | 2002         |
| Van Helsing | 2004         |
| Vattroller X | 2004         |
| VeggieTales: LarryBoy and the Bad Apple | 2006         |
| VIP | 2002         |
| Virtual Kasparov | 2002         |
| Virtua Tennis | 2002         |
| V Master Cross | 2002         |
| V-Rally 3 | 2002         |
| Vs. Wrecking Crew | 2004         |
| Wade Hixton's Counter Punch | 2004         |
| Wagamama * Fairy: Mirumo de Pon! DokiDoki Memorial Panic | 2005         |
| Wagamama * Fairy: Mirumo de Pon! Hachinin no Toki no Yousei | 2003         |
| Wagamama * Fairy: Mirumo de Pon! Nazo no Kagi to Shinjitsu no Tobira | 2004         |
| Wagamama * Fairy: Mirumo de Pon! Ougon Maracas no Densetsu | 2002         |
| Wagamama * Fairy: Mirumo de Pon! Taisen Mahoudama | 2003         |
| Wagamama * Fairy: Mirumo de Pon! Yume no Kakera | 2004         |
| Wakeboarding Unleashed Featuring Shaun Murray | 2003         |
| Walt Disney Pictures Presents Enchanted: Once Upon Andalasia | 2007         |
| Wakeboarding Unleashed Featuring Shaun Murray | 2003         |
| Wanko de Kururin! Wankuru | 2004         |
| Wanko Mix | 2004         |
| Wan Nyan Doubutsu Byouin | 2003         |
| Wan Wan Meitantei | 2003         |
| Wario Land 4 | 2001         |
| WarioWare, Inc.: Minigame Mania | 2003         |
| WarioWare: Twisted! | 2004         |
| Watashi no MakeSalon | 2002         |
| Watch Out! | 2002         |
| Watman | 2012         |
| Whac-A-Mole | 2005         |
| Whistle! Dai 37-kai Tokyo-to Chuugakkou Sougou Taiiku Soccer Taikai | 2003         |
| Who wants to be a Millionaire Junior Edition | 2005         |
| Who Wants to be a Millionaire? | 2002         |
| Who Wants to be a Millionaire? 2nd Edition | 2004         |
| Wi-El: World Soccer Winning Eleven | 2002         |
| The Wild | 2006         |
| The Wild Thornberrys Movie | 2002         |
| The Wild Thornberries: Chimp Chase | 2001         |
| Wing Commander: Prophecy | 2003         |
| Wings | 2003         |
| Winnie the Pooh's Rumbly Tumbly Adventure | 2005         |
| Winning Post | 2001         |
| Winx Club | 2003         |
| Winx Club: Quest for the Codex | 2006         |
| W.I.T.C.H. | 2005         |
| Wizardry Summoner | 2001         |
| Wolfenstein 3D | 2002         |
| Woody Woodpecker in Crazy Castle 5 | 2002         |
| Word Safari: The Friendship Totems | 2007         |
| Woody Woodpecker Crazy Castle 5 | 2002         |
| World Advance Soccer: Road to Win | 2001         |
| World Championship Poker | 2004         |
| World of Dragon Warrior: Torneko - The Last Hope | 2001         |
| World Poker Tour | 2005         |
| Worms World Party | 2002         |
| WTA Tour Tennis | 2002         |
| WWE Road to WrestleMania X8 | 2002         |
| WWE Survivor Series | 2004         |
| WWF Road to WrestleMania | 2001         |
| X2: Wolverine's Revenge | 2003         |
| X-Bladez: Inline Skater | 2002         |
| Xevious | 2004         |
| X-Men: Reign of Apocalypse | 2001         |
| X-Men: The Official Game | 2006         |
| XS Moto | 2004         |
| xXx | 2002         |
| Yggdra Union: We'll Never Fight Alone | 2006         |
| Yoshi's Island: Super Mario Advance 3 | 2002         |
| Yoshi's Universal Gravitation (ook wel Yoshi Topsy-Turvy) | 2004         |
| Youkaidou | 2002         |
| Yu-Gi-Oh! 7 Trials to Glory: World Championship Tournament 2005 | 2004         |
| Yu-Gi-Oh! Destiny Board Traveler | 2004         |
| Yu-Gi-Oh! Double Pack | 2006         |
| Yu-Gi-Oh! Double Pack 2 | 2006         |
| Yu-Gi-Oh! Duel Monsters 6 Expert 2 | 2001         |
| Yu-Gi-Oh! Dungeon Dice Monsters | 2001         |
| Yu-Gi-Oh! The Eternal Duelist Soul | 2001         |
| Yu-Gi-Oh! Reshef of Destruction | 2004         |
| Yu-Gi-Oh! The Sacred Cards | 2002         |
| Yu-Gi-Oh! Ultimate Masters: World Championship Tournament 2006 | 2006         |
| Yu-Gi-Oh! World Championship Tournament 2004 | 2004         |
| Yu-Gi-Oh! Worldwide Edition: Stairway to the Destined Duel | 2003         |
| Yu-Gi-Oh! GX: Duel Academy | 2005         |
| Yu Yu Hakusho: Ghost Files - Spirit Detective | 2003         |
| Yu Yu Hakusho: Ghost Files - Tournament Tactics | 2004         |
| Yuujou no Victory Goal: 4v4 Get the Goal! | 2001         |
| Yuurei Yashiki No Nijuuyon Jikan | 2002         |
| Yuushun Rhapsody | 2001         |
| Zapper: One Wicked Cricket! | 2002         |
| Zatch Bell: Electric Arena | 2003         |
| Zelda II: The Adventure of Link | 2004         |
| Zen-Nippon Shounen Soccer Taikai 2: Mezase Nippon Ichi! | 2002         |
| Zero One | 2003         |
| Zero One SP | 2004         |
| Zettai Zetsumei Dangerous Jiisan 3: Hateshinaki Mamonogatari | 2004         |
| Zettai Zetsumei Dangerous Jiisan Tsuu: Ikari no Oshioki Blues | 2004         |
| Zettai Zetsumei Dangerous Jiisan: Naki no Ikkai | 2004         |
| Zettai Zetsumei Dangerous Jiisan: Shijou Saikyou no Dogeza | 2003         |
| Zidane: Football Generation 2002 | 2002         |
| Zoey 101 | 2007         |
| Zoids: Legacy | 2003         |
| Zoids Saga | 2001         |
| Zoids Saga Fuzors | 2004         |
| Zone of the Enders: The Fist of Mars | 2001         |
| ZooCube | 2002         |
| Zooo: Action Puzzle Game | 2003         |